# Campionati del mondo di ciclismo su strada 1998 - Gara in linea maschile Elite
La gara in linea maschile Elite dei Campionati del mondo di ciclismo su strada 1998 fu corsa l'11 ottobre 1998 nei Paesi Bassi, con partenza ed arrivo a Valkenburg aan de Geul, su un percorso di 17,2 km da ripetere 15 volte, per un totale di 258 km. La gara fu vinta dallo svizzero Oscar Camenzind con il tempo di 6h01'30" alla media di 42,822 km/h; completarono il podio il belga Peter Van Petegem e l'italiano Michele Bartoli.
Partenza con 152 ciclisti, dei quali 66 completarono la gara.

## Squadre e corridori partecipanti
| N.      | Cod. | Squadra     |
| ------- | ---- | ----------- |
| 1-12    | FRA  | Francia     |
| 13-24   | DEN  | Danimarca   |
| 25-36   | NLD  | Paesi Bassi |
| 37-48   | GER  | Germania    |
| 49-60   | ESP  | Spagna      |
| 61-72   | SUI  | Svizzera    |
| 73-76   | EST  | Estonia     |
| 77-88   | BEL  | Belgio      |
| 89-92   | SWE  | Svezia      |
| 93-104  | ITA  | Italia      |
| 105-107 | AUS  | Australia   |
| 108-109 | UKR  | Ukraina     |
| 110-120 | RUS  | Russia      |

| N.      | Cod. | Squadra       |
| ------- | ---- | ------------- |
| 121-128 | USA  | Stati Uniti   |
| 129-136 | POL  | Polonia       |
| 137     | GBR  | Regno Unito   |
| 138-139 | LAT  | Lettonia      |
| 140-142 | SVN  | Slovenia      |
| 143-145 | PRT  | Portogallo    |
| 146-148 | KAZ  | Kazakistan    |
| 149     | JPN  | Giappone      |
| 150     | NOR  | Norvegia      |
| 151     | NZL  | Nuova Zelanda |
| 152     | LTU  | Lituania      |
| 153     | MEX  | Messico       |

## Ordine d'arrivo (Top 10)
| Pos. | Corridore         | Squadra     | Tempo    |
| ---- | ----------------- | ----------- | -------- |
| 1    | Oscar Camenzind   | Svizzera    | 6h01'30" |
| 2    | Peter Van Petegem | Belgio      | a 23"    |
| 3    | Michele Bartoli   | Italia      | a 24"    |
| SQ   | Lance Armstrong   | Stati Uniti | a 1'08"  |
| 5    | Niki Aebersold    | Svizzera    | a 1'09"  |
| 6    | Michael Boogerd   | Paesi Bassi | a 1'10"  |
| 7    | Marc Wauters      | Belgio      | a 4'31"  |
| 8    | Andrea Tafi       | Italia      | a 4'44"  |
| 9    | Raimondas Rumšas  | Lituania    | s.t.     |
| 10   | Udo Bölts         | Germania    | s.t.     |